# Safari
Pour l’article ayant un titre homophone, voir Saphary.
Pour les articles homonymes, voir Safari (homonymie).

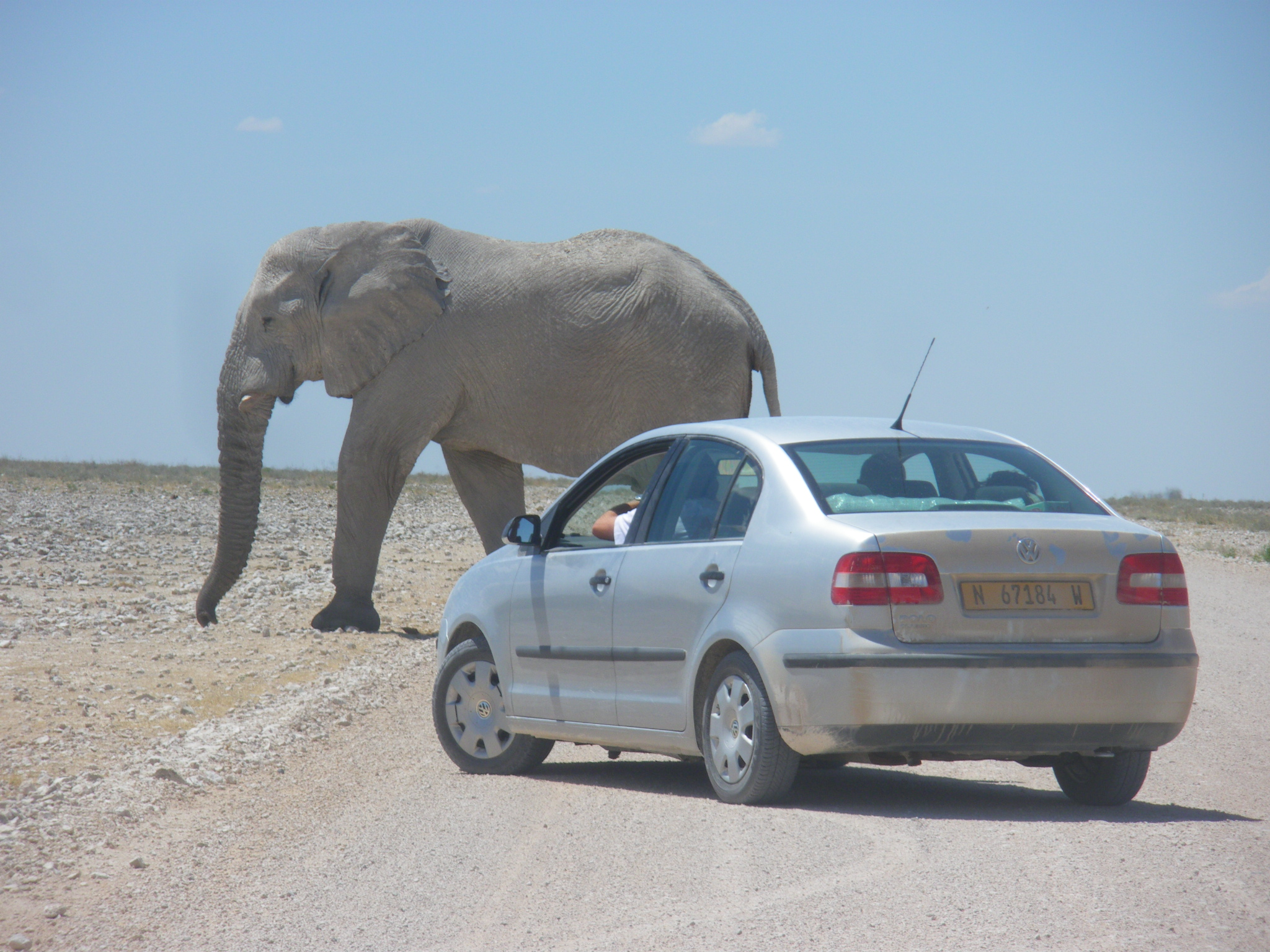
Éléphant et voiture au Parc national d'Etosha en Namibie.

Le mot safari (mot swahili signifiant « long voyage », issu de l'arabe سافر safara, qui signifie « il a voyagé ») désigne habituellement une excursion touristique à caractère sportif ou culturel.

## Évolution du mot

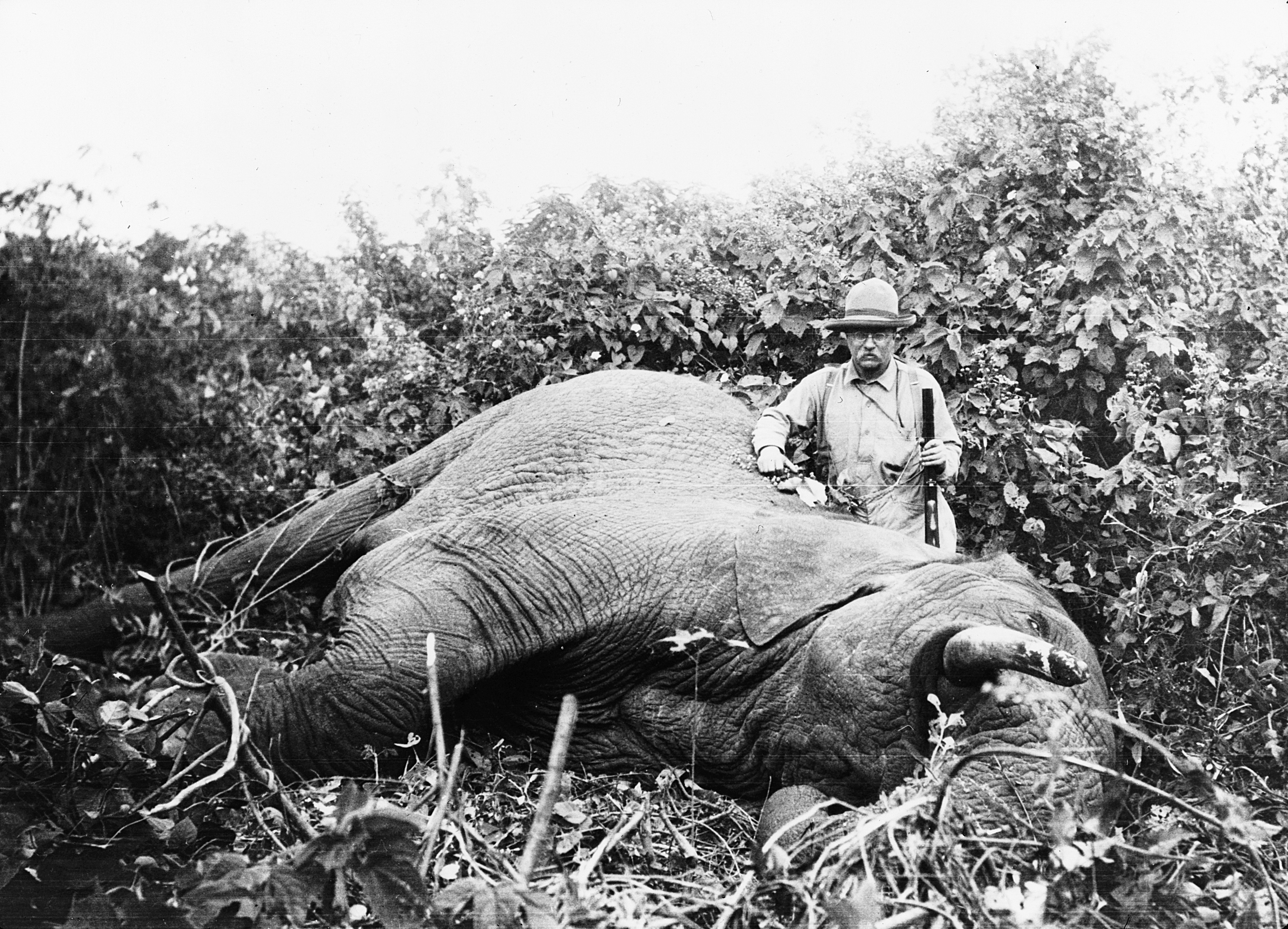
L'ancien président américain Theodore Roosevelt en safari en Afrique (entre 1909 et 1919).

Un safari était à l'origine une expédition d'exploration terrestre. Plus tard, le mot safari a désigné des voyages de chasse au grand gibier d'Afrique, aussi appelée chasse aux trophées. De nos jours, le terme safari est le plus souvent utilisé pour décrire des séjours touristiques dans les parcs nationaux d'Afrique de l'Est (Ouganda, Kenya, Tanzanie) ou d'Afrique australe (Zambie, Zimbabwe, Mozambique, Namibie, Botswana, Afrique du Sud) pour un safari photo ou chasser les animaux sauvages.
Par extension, le terme de safari est aussi utilisé pour désigner une certaine forme de zoo, où les animaux vivent en semi-liberté et sont approchés et observés à travers un circuit en automobile ou en autobus ; on parle ainsi maintenant de safari photo.
Des écosafaris ont récemment été mis en place, dans le prolongement de la mode du tourisme éthique ou écologique.
Des visites à caractère semi-sportif de cavités souterraines aménagées sont également qualifiées de safaris souterrains.